# Megalostrata raptor
Megalostrata raptor là một loài nhện trong họ Corinnidae.
Loài này thuộc chi Megalostrata. Megalostrata raptor được Ludwig Carl Christian Koch miêu tả năm 1866.